# Ласено
Ласено (словен. Laseno) — поселення в общині Камник, Осреднєсловенський регіон, Словенія. Висота над рівнем моря: 748,3 м.